# 长瓣舌唇兰
长瓣舌唇兰（学名：Platanthera sikkimensis），为兰科舌唇兰属下的一个植物种。